# 373 aC
El 373 aC va ser un any del calendari romà prejulià. En aquell temps, era conegut com a tercer any sense tribunat ni consolat (o, més rarament, any 381 ab urbe condita). L'ús del nom «373 aC» per referir-se a aquest any es remunta a l'alta edat mitjana, quan el sistema Anno Domini va ser el mètode de numeració dels anys més comú a Europa.

## Esdeveniments

### Antic Egipte
- El sàtrapa Farnabazos II de Frígia es va presentar amb la flota davant Pelúsion, una ciutat d'Egipte, al Delta del Nil, però es va retirar sense atacar-la davant les mesures preses pel faraó Nectabeu que va inundar les terres i va bloquejar els canals navegables. L'expedició naval va ser un desastre.[2]

### Antiga Grècia
- Hivern: un terratrèmol i un tsunami destrueixen la ciutat grega d'Hèlice.[3]
- Ègion, ciutat d'Acaia, va incorporar el territori de la ciutat d'Hèlice, destruïda per un terratrèmol, i es va convertir en la capital de la Lliga Aquea.[4][5]
- Mnàsip, general espartà, és nomenat comandant de la flota enviada a Còrcira per recuperar l'illa que havien conquerit els atenencs. Va desembarcar i va assolar l'illa i va bloquejar la ciutat per terra i per mar reduint els corcirencs a una extrema necessitat.[6]
- Timoteu d'Anaflist, militar atenès, és nomenat comandant de 60 naus per actuar contra Mnàsip a Corcira, però no va poder passar a la mar Adriàtica i es va quedar a la mar Egea col·lectant diners i homes. En aquesta expedició va fer amistat amb Amintes rei de Macedònia. El perill de la pèrdua de Corcira era imminent i Ifícrates i Cal·lístrat el van acusar i deposar del seu comandament. Va tornar a Atenes per ser jutjat.[7]
- Crínip és enviat per Dionisi I el vell, tirà de Siracusa a Còrcira en ajuda dels espartans, amb un esquadró de 10 naus. A causa d'una imprudència va caure en mans d'Ifícrates, junt amb 9 de les naus. Quan anava a ser venut com a esclau, Crínip es va suïcidar.[8]

### Antiga Roma
- Aquest any, com els dos anteriors, (375 aC i 374 aC) i fins al 370 aC no hi va haver magistrats curuls. Els tribuns de la plebs Gai Licini Calvus Estoló i Luci Sexti Sextí Laterà van presentar unes propostes legislatives favorable als plebeus, les Lleis Liciniae-Sextiae, que van trobar una resistència violenta per part dels patricis. Aquests, amb la col·laboració d'altres tribuns de la plebs, van aconseguir oposar-se a les propostes dels dos tribuns, Licini i Sexti, que, en represàlia per les polítiques conservadores dels patricis i utilitzant el dret de veto que tenien els tribuns plebeus, van impedir, durant cinc anys consecutius, l'elecció dels tribuns consulars. Van ser tribuns de la plebs des del 376 aC fins al 367 aC.[9]